# Вулиця Гагаріна (Сімферополь)
Вулиця Гагаріна (крим. Gagarin soqağı) — вулиця в Залізничному районі Сімферополя. Названа на честь Юрія Гагаріна, історична назва — Перекопська (цю назву мали декілька міських вулиць у різний час).

## Опис
Загальна довжина вулиці становить 1.6 км.
Пролягає від перехрестя з бульваром Леніна на Привокзальній площі до перехрестя з вулицями Київська та Кечкеметська на Московській площі.
Прилучаються вулиці КІМа, Набережна, Семашка, Гайдара та Залізнична.
Транспорт: автобуси № 4, 12, 18, 50, 62, 67, 81, 89, 91, 98 та 99, тролейбуси № 5 та 6.
На вулиці розташована База-готель «Артек», кінотеатр «Космос», Сімферопольський кооперативний технікум, Сімферопольська клінічна лікарня швидкої медичної допомоги № 6, Сквер імені В. І. Леніна та Гагарінський парк.
Проходить мостом через річку Салгир.

## Історія
Відрізок вулиці біля Привокзальної площі відомий з 1904 року під назвою Перекопська вулиця. Вона закінчувалася не доходячи до Салгира, та звертала на дорогу на Перекоп (сучасну Євпаторійську трасу).
У 1920-30-х роках в районі мосту були невеликі одноповерхові будинки робітників.
У 1959 році був побудований міст через Салгир, а Будівництво нового житлового району за ним почалося в 1961 році, в рік польоту в космос Юрія Гагаріна. Не дивно, що вулиця, а ще великий парк, закладений поряд на осушеній болотистій місцевості Катраус, були названі ім'ям космонавта.
18 червня 1963 року вперше свої двері для студентів відчинив Сімферопольський кооперативний технікум. Освіту стали давати за спеціальностями «бухгалтерський облік та аудит», «організація та планування торгівлі», «технологія хлібопекарського виробництва», «товарознавство сільськогосподарських продуктів», «товарознавство промислових та продовольчих товарів».
Будівництво Міської клінічної лікарні № 6 на 560 ліжок було закінчено у 1964 році й 21 листопада того ж року вона прийняла першого пацієнта. Будівництво лікарні підняло на вищий рівень роботу хірургів міста та покращило якість надання екстреної медичної допомоги.
У 1967 році побудували Кінотеатр «Космос», а з 1978 року поряд стояв Іл-18Б, усередині був дитячий кінотеатр на 80 місць. Закрився він наприкінці 90-х років, у 1997 році літак продали за 3 тисячі гривень. Новий власник не захотів його відновлювати та перепродав, а покупець, своєю чергою, просто став пиляти колишній кінотеатр на брухт. Без крил ІЛ-18Б простояв до 2000 року, а потім його взагалі вивезли в невідомому напрямку.
Ресторан «Кечкемет» відкрили на Гагаріна у 1970 році та назвали на честь міста-побратима Кечкемет в Угорщині.
У 2019 році окупаційна влада перекрила вулицю для ремонту.

## Галерея

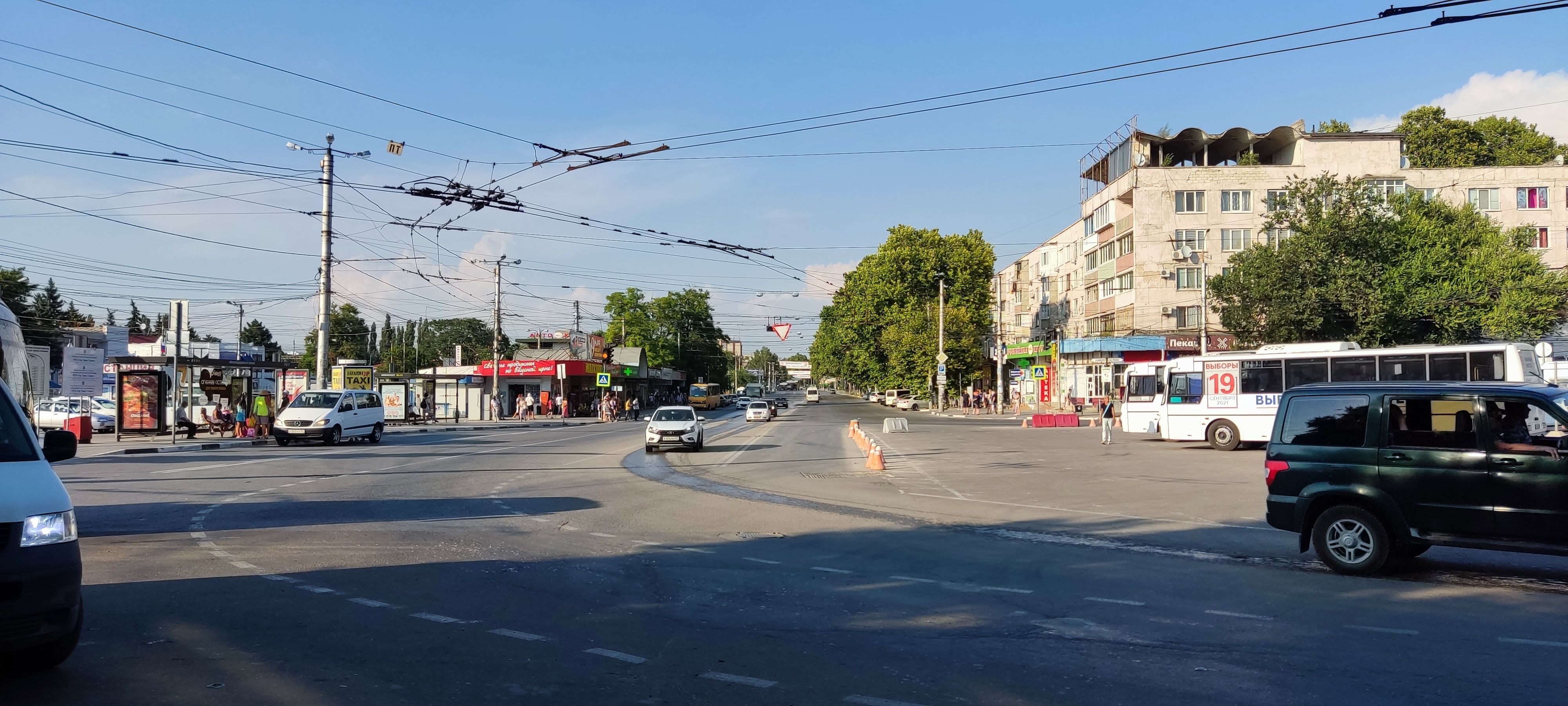
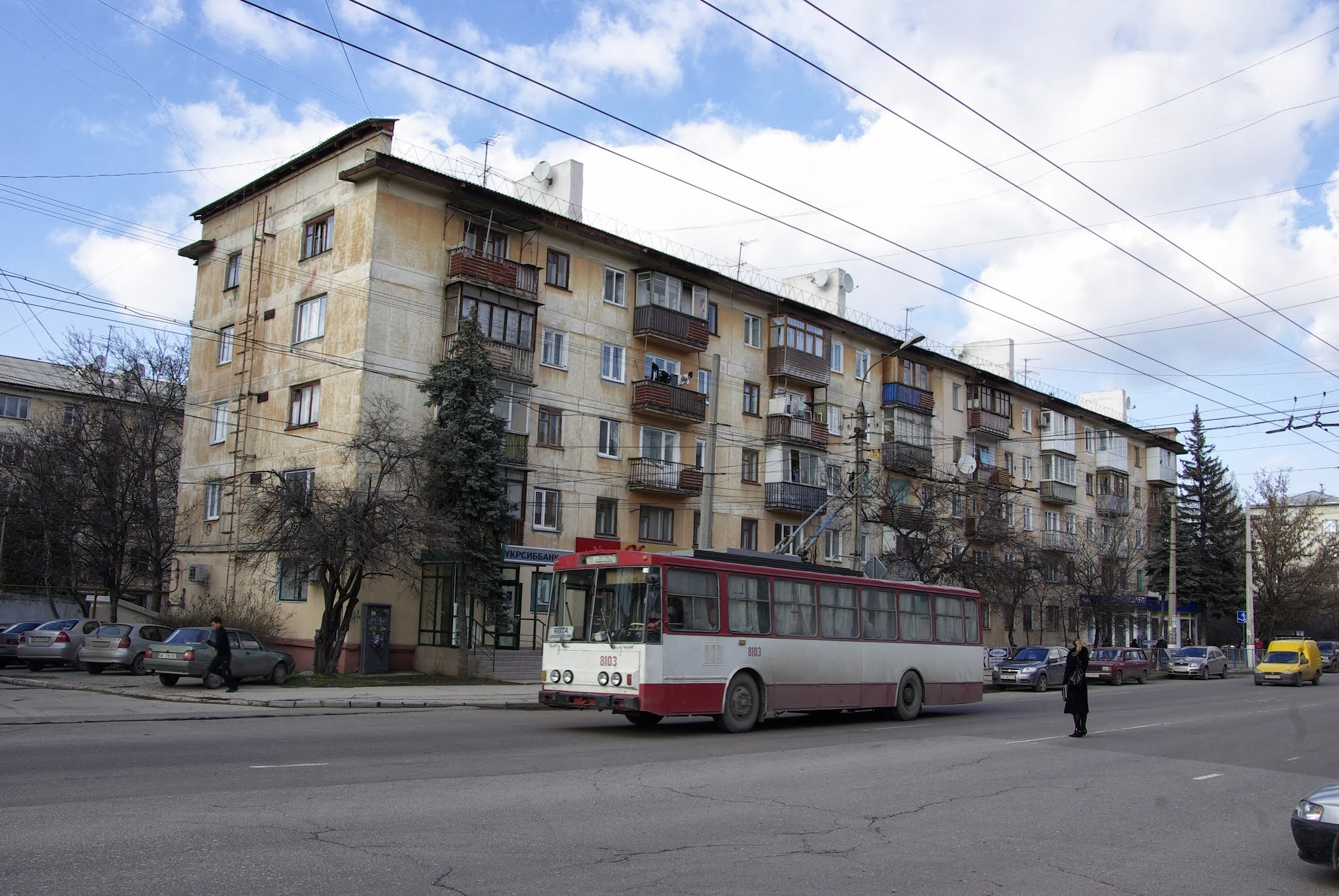
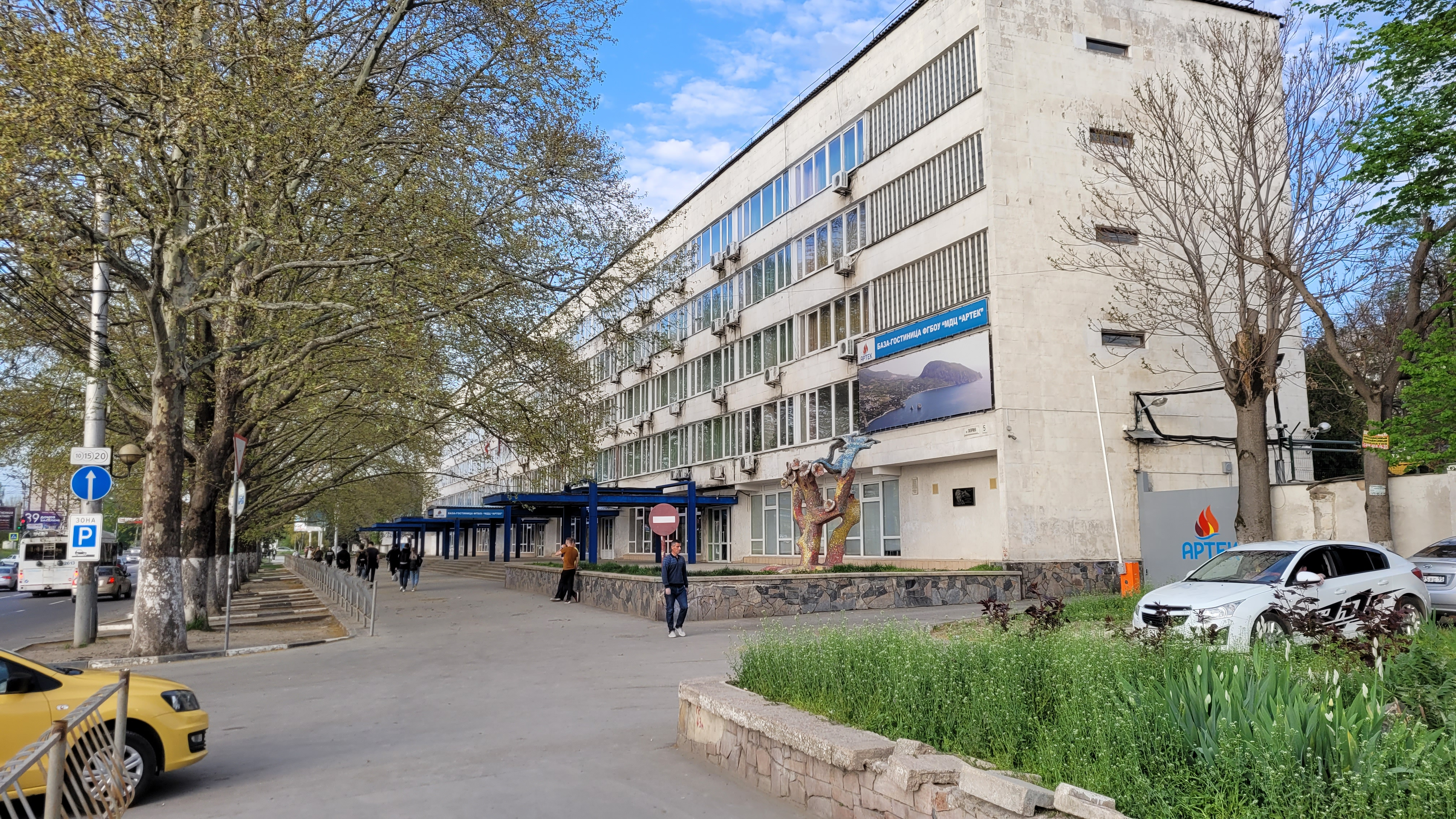
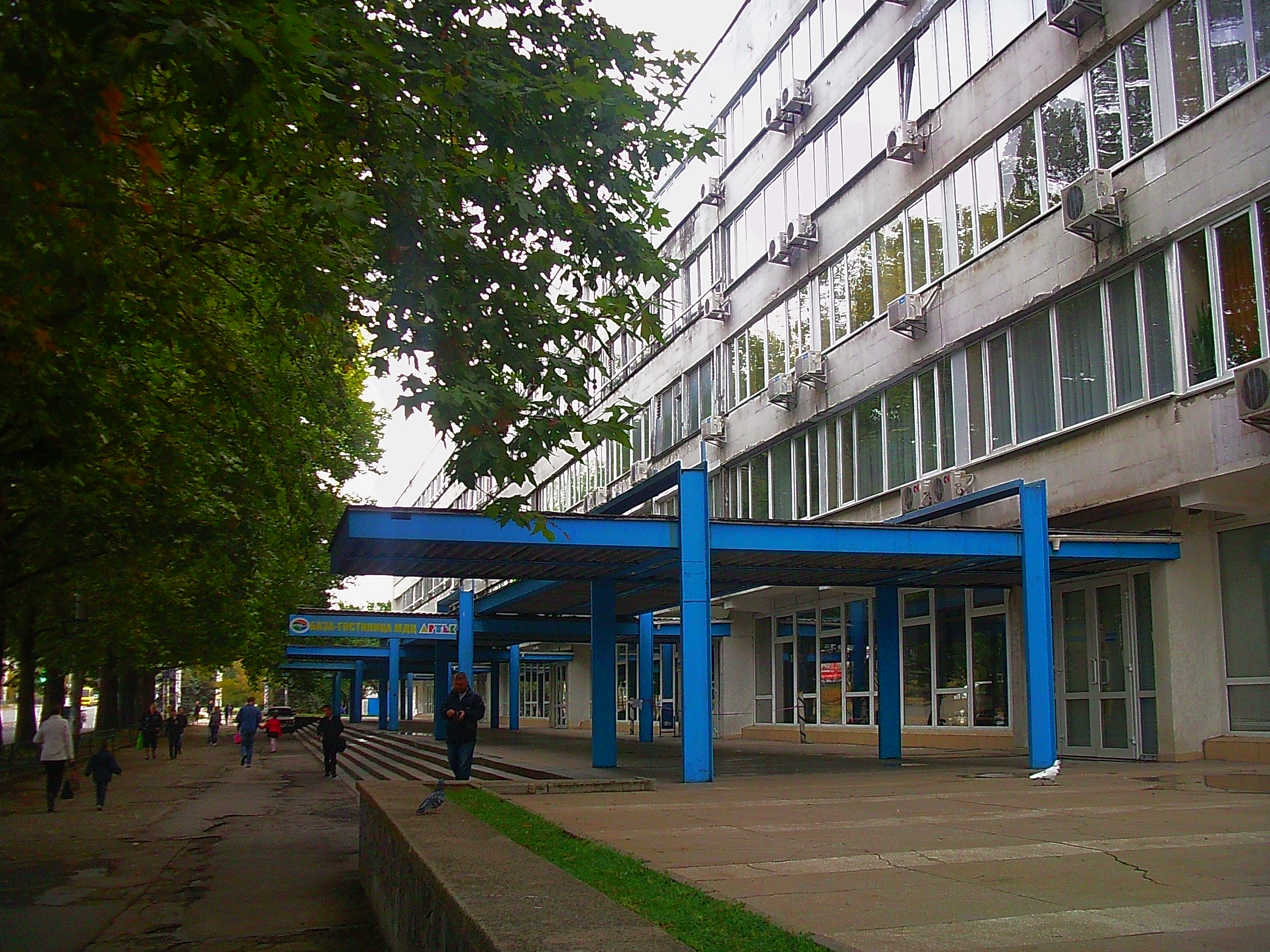
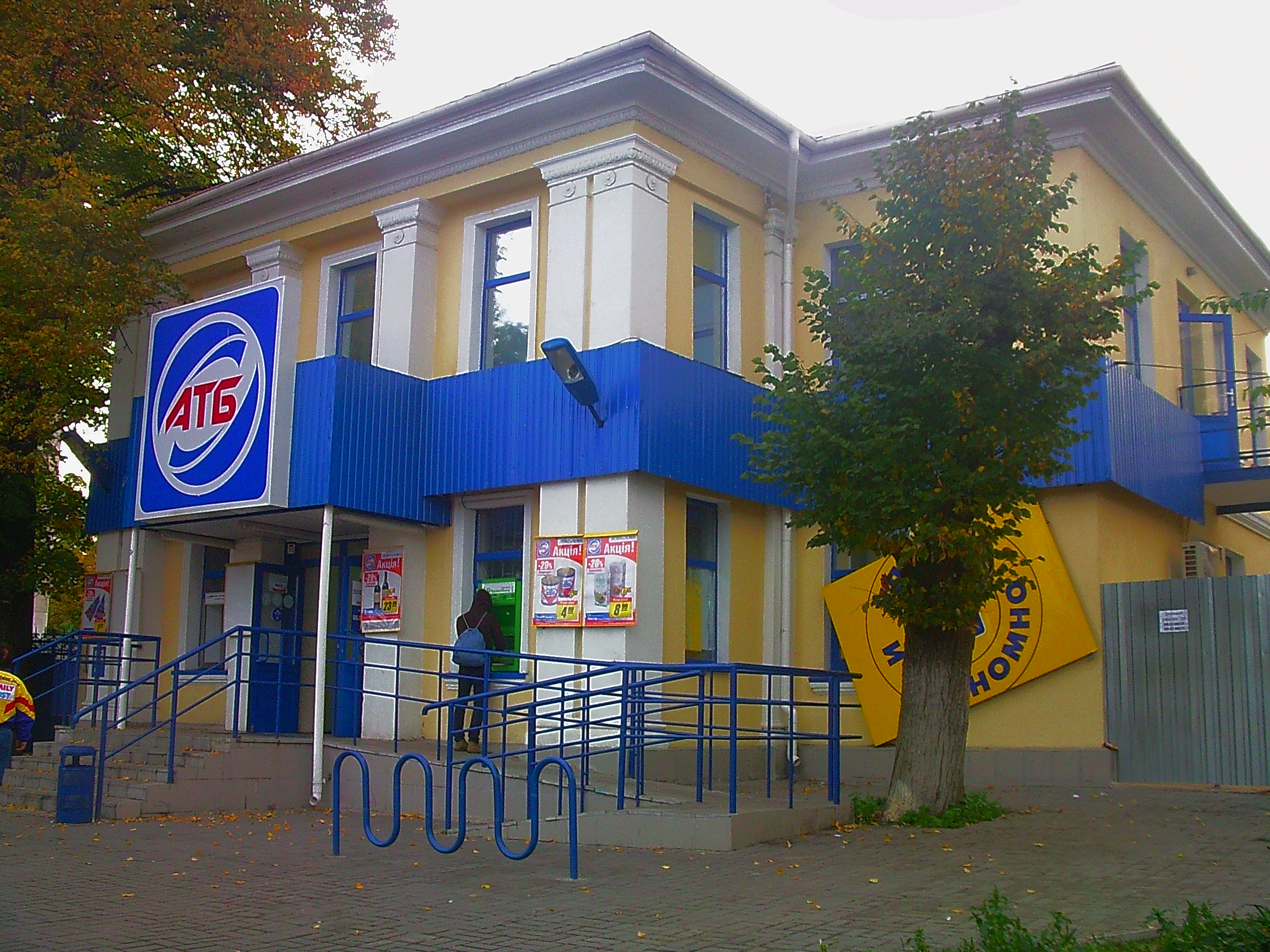
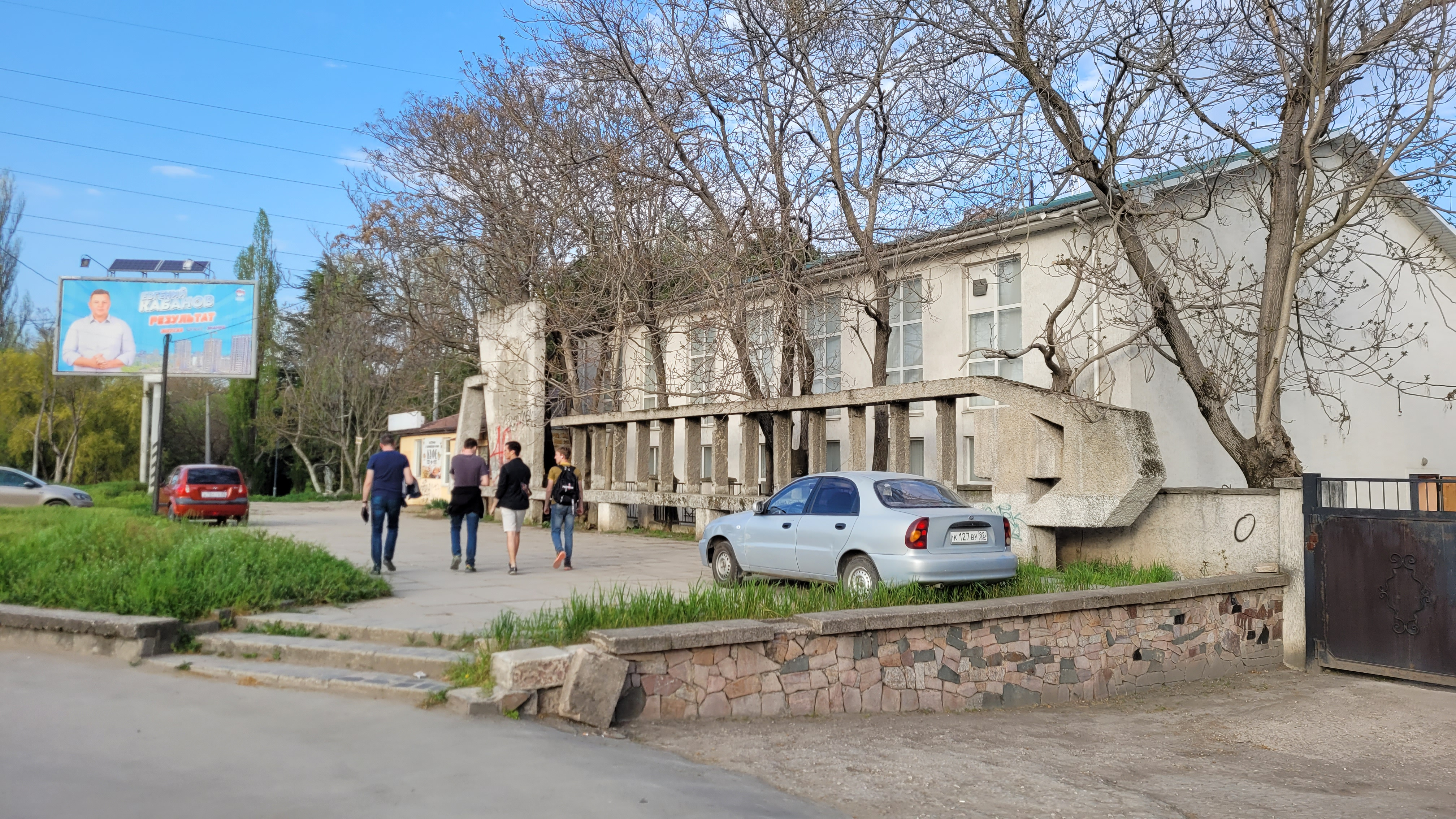
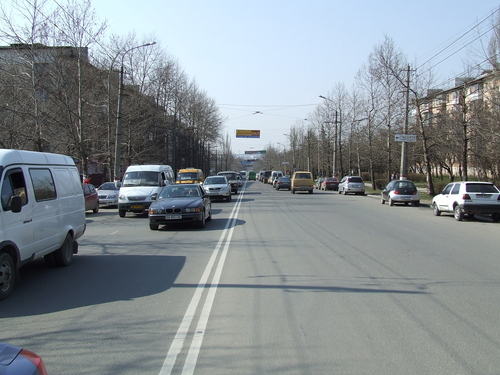
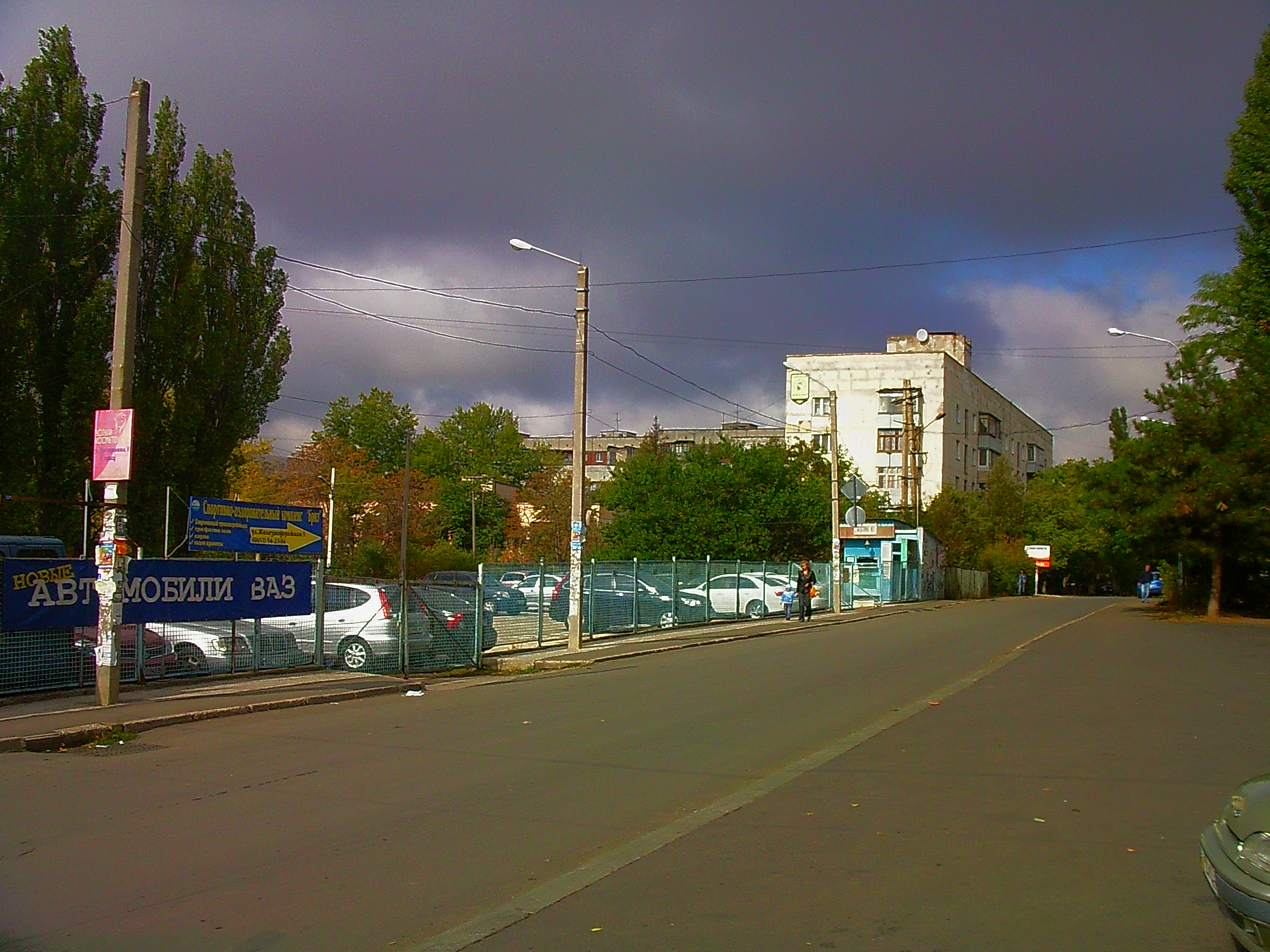
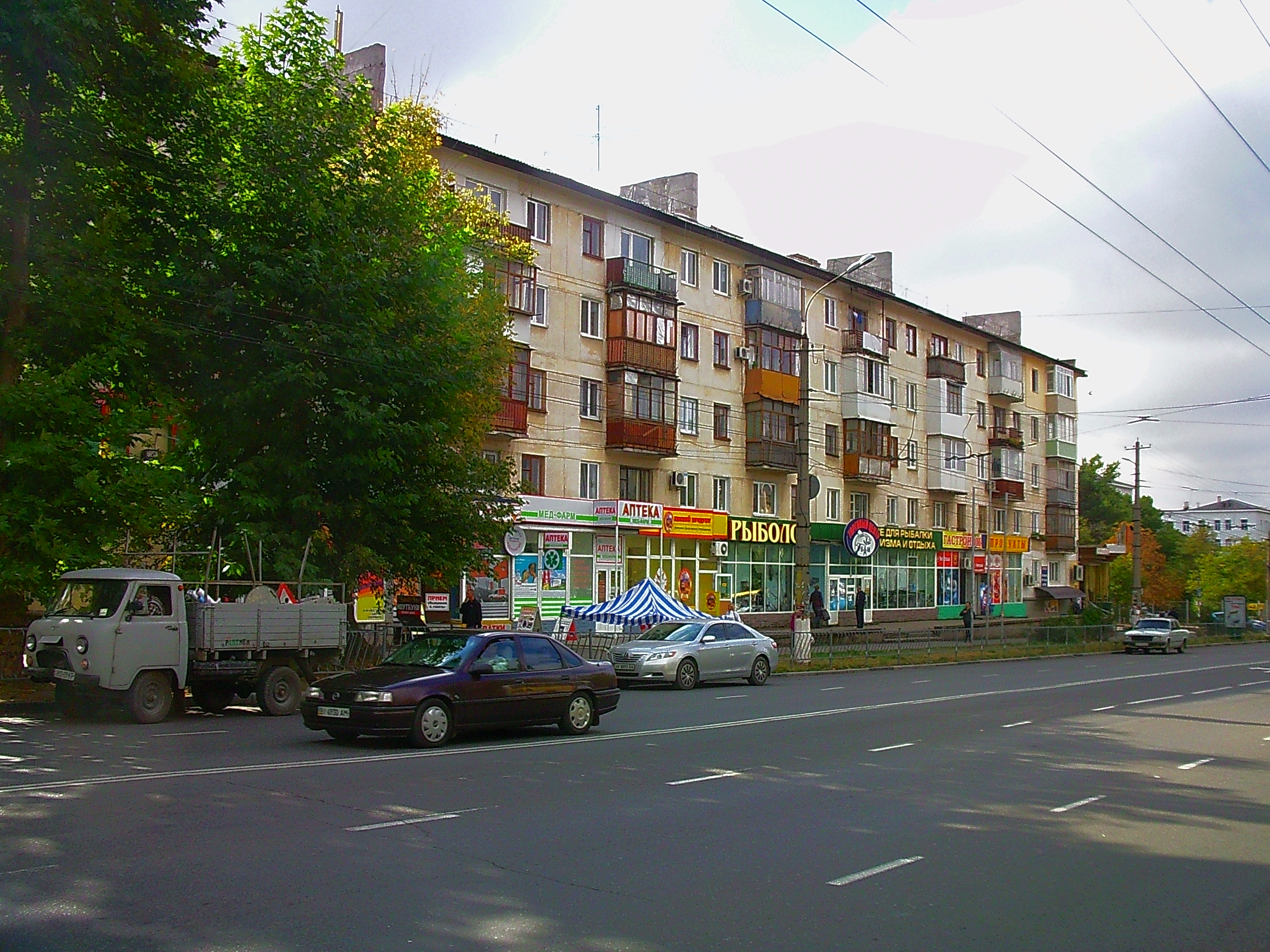
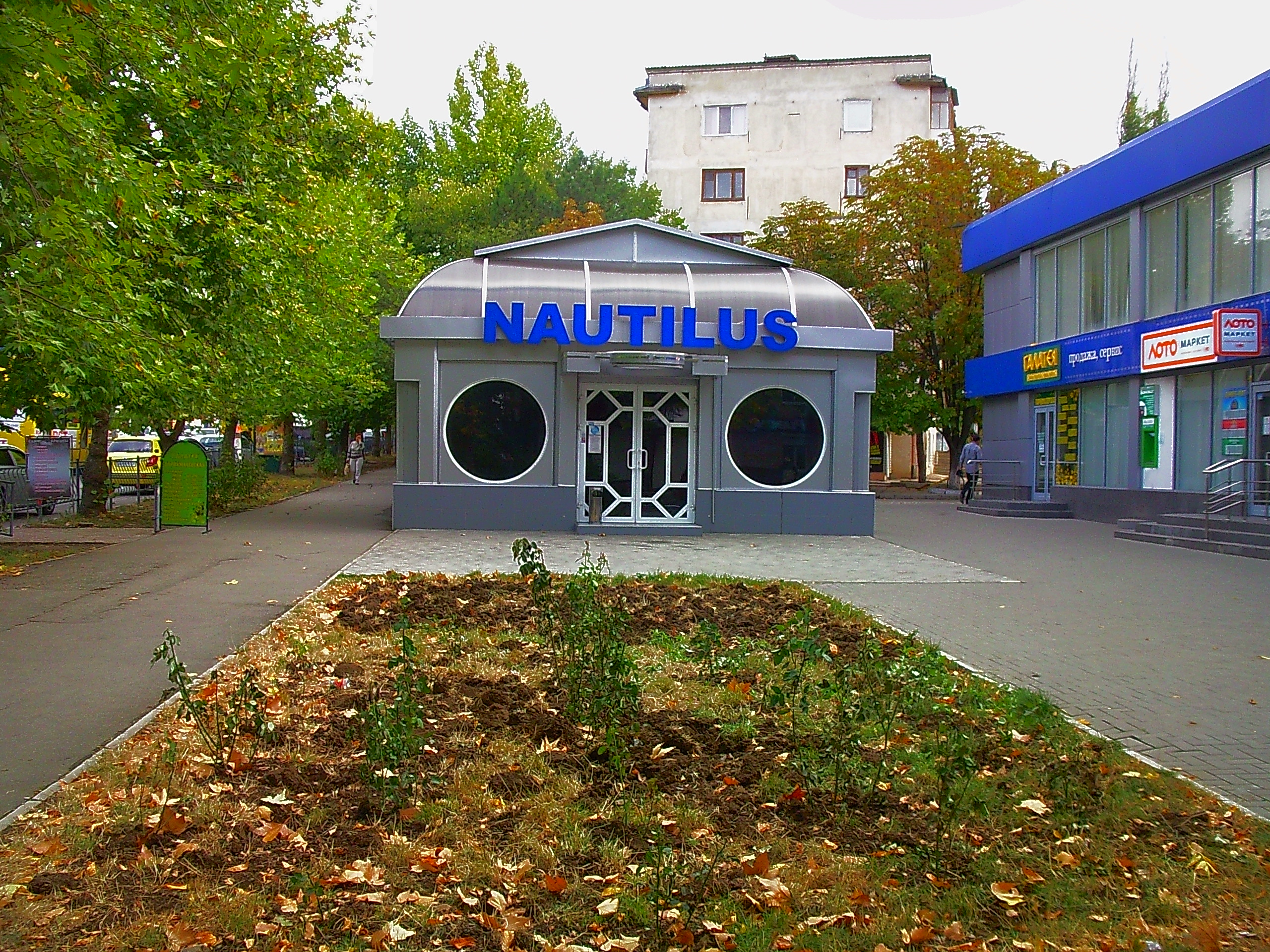
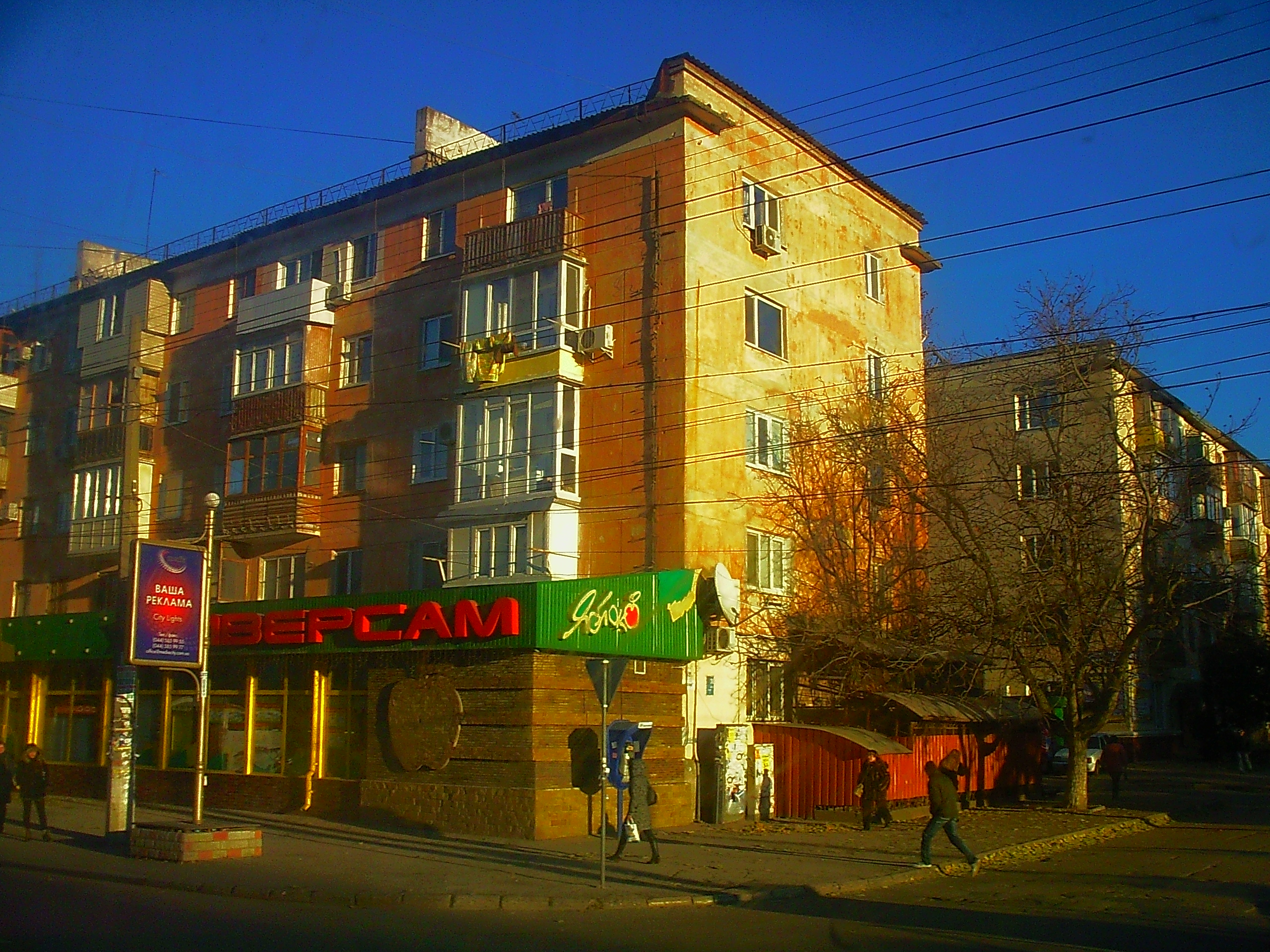